# Manual de estilo

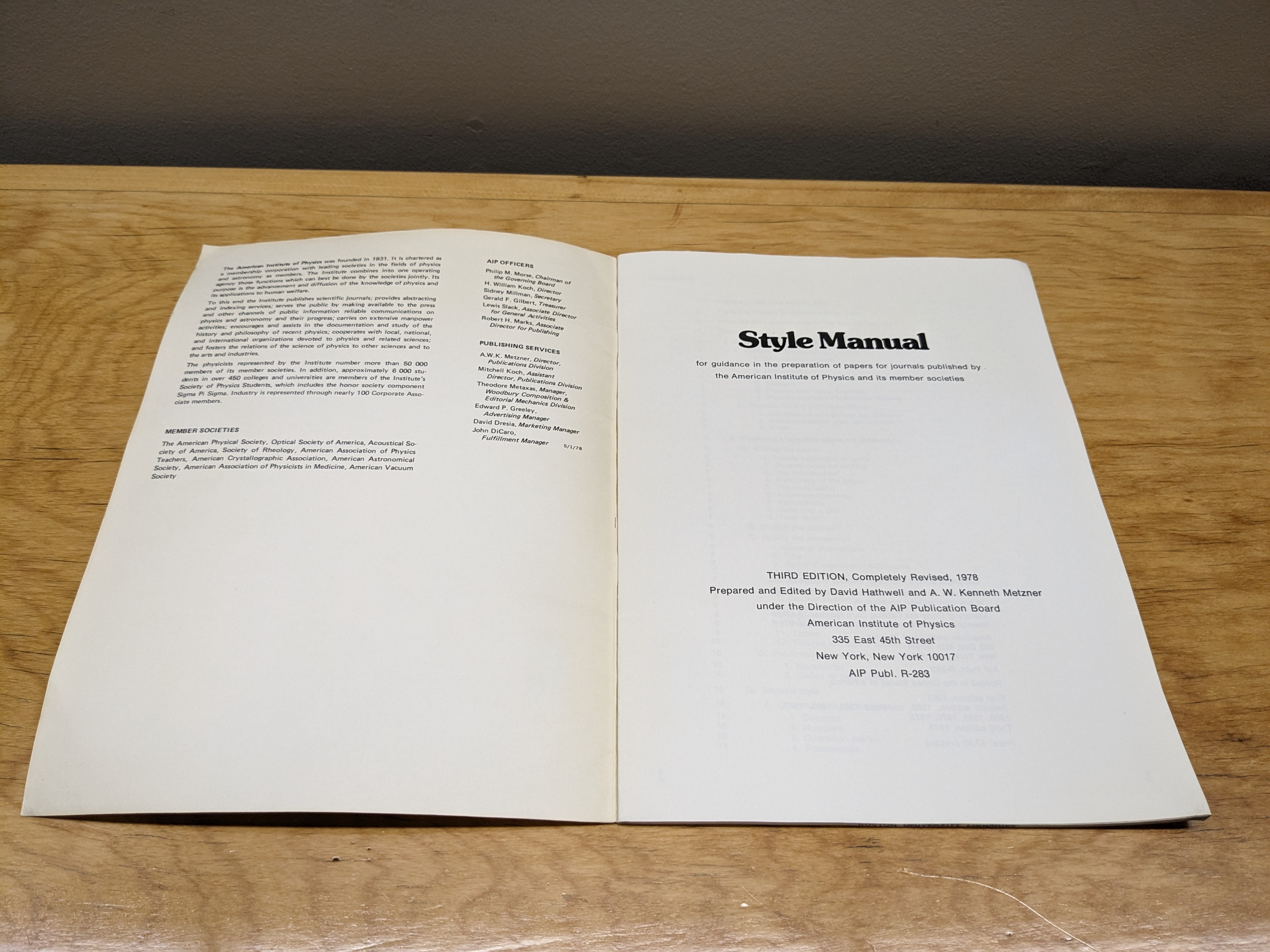
Portada interior del Manual de estilo del Instituto Estadounidense de Física (AIP), 3.ª edición, 1978

Un manual de estilo, guía de estilo o libro de estilo, es una guía compuesta por un conjunto de criterios preceptuados, por normas para el diseño y la redacción de documentos, ya sea para el uso general, o para ser utilizados por los redactores de periódicos u otras organizaciones que también publican textos.
La implementación de un manual de estilo permite publicar siguiendo una uniformidad de estilo. Los manuales de estilo son frecuentes en el uso general y especializado, en medios escritos, orales y gráficos. Y para publicaciones de estudiantes y académicos de diversas disciplinas como, la medicina, el periodismo, la abogacía, el gobierno, las empresas y la industria. Esto se compone tanto de normas lingüísticas, como de estilo, para que el mensaje sea más coherente, eficaz y correcto. 
En este tipo de obras suelen incluir informaciones de  cuestiones de índole lingüística (normas ortográficas y gramaticales y principales de dudas y errores de redacción), cuestiones de tipo ético y deontológico (principios éticos que se relacionan con la línea editorial del medio) y cuestiones de naturaleza profesional (tipografía, uso de titulares, uso de imágenes...)
En el ámbito académico un manual de estilo ofrece lineamientos para el formato de trabajos académicos, lo cual comprende desde el tamaño de la página hasta el sistema estandarizado para construir referencias bibliográficas, pasando por el estilo de tablas y gráficas. También da recomendaciones para una escritura académica eficiente, ordenada y correcta. Brevemente hace un repaso por la estructura del texto escrito, el empleo de mayúsculas y la escritura de números, entre otros.
Los libros de estilo establecen reglas tales como el uso de la tipografía y la ortografía. El principal objetivo es dotar a la publicación de unos criterios homogéneos y consistentes a lo largo de las diferentes partes de la publicación y del tiempo. Son normas para los redactores de la publicación.
Algunos manuales de estilo se centran en el diseño gráfico como los manuales gráficos, y abarcan tópicos tales como la tipografía, los colores y espacios en blanco. Los manuales de estilo de sitios webs, en cambio, se centran en los aspectos técnicos y visuales de la publicación, la prosa, uso correcto del lenguaje, la gramática, la puntuación, la ortografía, y la estética. La estricta aplicación de los reglamentos del manual de estilo proporciona uniformidad en el estilo y el formato de un documento.
Muchos manuales de estilo son revisados y actualizados periódicamente para adaptar cambios en el uso y las convenciones más actualizados. Por ejemplo, el manual de estilo de Associated Press es actualizado anualmente.

## Ejemplos de manual de estilo
Materiales de referencia de la lengua Española: Libros de estilo y obras de consulta lexicográfica
- Ministerio de Educación y Ciencia. Gobierno de España[2]
- Alcoba, Santiago, ed. (2009). Lengua, comunicación y libros de estilo. Departamento de Filología Española (Universitat Autònoma de Barcelona). ISBN 978-84-692-3369-6.
- Gómez Font, Alberto (2004). Manual de estilo. Washington, D.C.: National Association of Hispanic Journalists (NAHJ). ISBN 9780974585604.
- Los libros de estilo de los medios de comunicación español[3]
- Manual de estilo Clarín. Buenos Aires: Clarín/Aguilar. 1997.
- Libro de estilo de El País. Madrid: Aguilar. 2002. ISBN 978-84-03-09223-5. Archivado desde el original el 15 de diciembre de 2015. Consultado el 10 de octubre de 2017.
- Radio y Televisión Española. Manual de estilo de RTVE. Directrices para los profesionales. Madrid. 2008.
- Libro de estilo del diario El Mundo, 2002.
- Libro de estilo de CanalSur y Canal 2 Andalucía, 2010.
- AP Stylebook de la Associated Press.